# 柳津ダム
柳津ダム（やないづダム）は、福島県河沼郡柳津町にあるダムである。

## 概要
東北電力により一級水系阿賀野川水系只見川に建設された水力発電用ダムであり、只見川では片門ダムについで下流部にあるダムである。堤体には5門のローラーゲートを設置している。天端上は車両の通行が可能で、ダムの仕組みを描いた看板が掲示されている。ダム周辺は桜や紅葉の名所となっており、東北電力初代社長である白洲次郎の「この発電所の完成は地元の人々の理解ある協力と、東北電力従業員の不抜の努力なしには不可能であった。その感激と感謝の記録にこれを書く」との言葉が刻まれた石碑が建立されている。当ダムのダムカードは同町内の道の駅会津柳津にて配布されている。2023年（令和5年）9月に只見川ダム施設群として土木学会選奨土木遺産に認定された。

## 柳津発電所
ダム左岸側に堤体と直結して発電所建屋が設置されている。1953年8月に最大出力50,000 kWで運転を開始し、後に現在の最大出力である75,000 kWに増強された。発電機は堤体直下に位置し、最大有効落差は25.39 mである。2011年7月に発生した平成23年7月新潟・福島豪雨では発電所内が浸水し、発電を停止せざるを得ない状態に見舞われた。

## 近隣
- 国道252号
- 福島県道343号飯谷大巻線
- JR只見線郷戸駅